# (32556) Jennivibber
(32556) Jennivibber est un astéroïde de la ceinture principale.

## Description
(32556) Jennivibber est un astéroïde de la ceinture principale. Il fut découvert le 16 août 2001 à Socorro par le projet LINEAR. Il présente une orbite caractérisée par un demi-grand axe de 2,34 UA, une excentricité de 0,09 et une inclinaison de 5,7° par rapport à l'écliptique.

## Compléments